# Nososticta chalybeostoma
Nososticta chalybeostoma är en trollsländeart som först beskrevs av Maurits Anne Lieftinck 1932.  Nososticta chalybeostoma ingår i släktet Nososticta och familjen Protoneuridae. Inga underarter finns listade i Catalogue of Life.